# Trevor Brissett
Trevor Anthony Brissett (* 2. Januar 1961 in Stoke-on-Trent; † 17. Mai 2010 in Birmingham) war ein englischer Fußballspieler. Der Außenverteidiger stand als Profi von 1978 bis 1983 bei Stoke City, Port Vale und dem FC Darlington unter Vertrag und bestritt dabei 67 Partien in der Football League. 

## Karriere
Brissett spielte im Nachwuchsbereich von Stoke City, als er im April 1978 einen Profivertrag erhielt. Nachdem er bis 1980 ohne Pflichtspieleinsatz für das Profiteam von Stoke geblieben war, wurde er nicht mehr weiterverpflichtet und von John McGrath und John Rudge in die Football League Fourth Division zu Port Vale gelotst. Dort bekleidete er in der Saison 1980/81 die Rechtsverteidigerposition als Stammspieler, verlor seinen Platz aber im Laufe der folgenden Saison und wechselte am Saisonende ablösefrei zum Ligakonkurrenten FC Darlington. Nach zwölf Einsätzen für Darlington in der Saison 1982/83 kehrte er nach Staffordshire zurück und war fortan als Spieler im Non-League football bei den Stafford Rangers, Witton Albion, Macclesfield Town und Newcastle Town aktiv. Während seiner Zeit bei Macclesfield waren er und seine Mannschaftskameraden Nigel Shaw, Ian Elsby und Steve Waddington auf der Fahrt zu einem Testspiel in einen schweren Verkehrsunfall verwickelt. Für Witton Albion kam er während seiner zwei Zugehörigkeitszeiträume zu insgesamt 124 Pflichtspieleinsätzen und erzielte dabei ein Tor.
Nach dem Ende seiner Spielerkarriere übernahm er bei Newcastle die Position des Co-Trainers unter Glyn Chamberlain, mit der er später auch bei Congleton Town als Trainergespann tätig war. Zudem trainierte Brissett zeitweise als hauptverantwortlicher Trainer Meir KA und gehörte an der Jugendakademie von Stoke City zum Trainerteam. Brissett war verheiratet und Vater von zwei Kindern. Er erlag im Mai 2010 im Alter von 49 Jahren im Queen Elizabeth Hospital in Birmingham einem Krebsleiden.